# Nicobar Faculae
Nicobar Faculae est un ensemble de zones brillantes sur Titan, satellite naturel de Saturne.

## Caractéristiques
Nicobar Faculae est centrée sur 2,0° de latitude nord et 159,0 de longitude ouest, et mesure 575 km dans sa plus grande dimension.

## Observation
Nicobar Faculae a été découverte par les images transmises par la sonde Cassini.
Elle a reçu le nom des îles Nicobar, un archipel de l'Inde.